# 巴瑞·哈姆弗莱斯
约翰·巴瑞·哈姆弗莱斯AC CBE（1934年2月17日—2023年4月22日），澳大利亚喜剧演员、作家及讽刺作家，知名于所创作并扮演的埃德娜夫人（Dame Edna Everage）和莱斯·帕特森爵士（Sir Les Patterson），其中埃德娜夫人为同一演员扮演得最久的角色。此外，他还参加过许多舞台剧、电影及电视节目。

## 早年
哈姆弗莱斯于1934年2月17日生于维多利亚州墨尔本基尤的一个郊区，父亲是一名施工经理，祖父于1800年代末自英国曼彻斯特移民至澳大利亚。哈姆弗莱斯的父亲非常富有，使得他自小得以成长于一个“干净、高雅、现代的郊区家庭”。哈姆弗莱斯一家的住址位于维多利亚州坎伯威尔的一个街道，该地后来被发展成了墨尔本的一个新型“花园市郊”。由于父亲很少陪伴自己，哈姆弗莱斯幼时经常在后花园化装玩耍，打下了日后进入演艺界的基础。根据哈姆弗莱斯回忆，他小时候拥有一大箱各类服饰，包括印度红皮、水手服以及各类中国服饰等。他非常喜欢打扮成各种角色来逗笑他人，表示这样能让他感到轻松。
小时候的哈姆弗莱斯被父母戏称为“阳光山姆”（Sunny Sam），他的童年生活非常顺利，但到了青年时期，他开始变得叛逆，认为郊区生活是一种限制，并逐渐产生了追求艺术的想法，不过他的父母对这一想法并不支持。哈姆弗莱斯九岁时，他的母亲将他的所有书都送给了救世軍，还兴奋地对他说“反正你都已经看过了”，这件事使得哈姆弗莱斯开始通过埋头阅读、收集罕见书籍、经常前往剧院、作画以及追求超现实主义的方式来证明自己。后来他创造了一个穿着黑色披风、戴着黑色霍姆堡毡帽以及涂上了睫毛膏的形象，这一形象后来成为了他创作的第一个长命角色“Dr Aaron Azimuth”，该角色是一名政府密探、花花公子以及达达主义者。

### 教育
哈姆弗莱斯的求学历程开始于坎伯威尔文法学校，他在后来被该校列入了光荣榜。在父亲的建筑生意越来越成功后，哈姆弗莱斯被送到了墨尔本文法学校，但他对体育和数学都很厌恶，经常逃课，不过最终还是凭着优秀的英语和艺术成绩顺利毕业。哈姆弗莱斯在一次《名人錄》节目中回忆自己的这段经历时表示自己当时都是依靠“自学”。
中学毕业后，哈姆弗莱斯到墨尔本大学待了两年，学习法学、哲学以及美术，期间他曾是墨尔本大学军团（Melbourne University Regiment）的一名二等兵，并在陆军预备役服了一段国民兵役。他最终未能从墨尔本大学毕业，不过在大约50年后收到了该校的荣誉博士学位。
大学期间的哈姆弗莱斯是解构主义、荒诞派艺术运动达达主义的追随者。他在墨尔本安排过一系列活动，例如展出过一双装满蛋挞的威灵顿靴、一款宣称可以灭掉保护动物鸭嘴兽的仿制杀虫剂等。1952年到1953年间，哈姆弗莱斯加入的一个团队推出了一系列达达主义式的音像作品，其中他们所创造的“Wubbo音乐”（哈姆弗莱斯曾解释称“wubbo”是一个伪土著词汇，意为“什么都没有”）被认为是加拿大最早的實驗音樂之一。除此之外，团队还展出过一个被肉盖住的婴儿车（Creche Bang）、一把带有绵羊眼睛的勺子（Eye and Spoon Race）等一系列其他荒谬主义物品。

## 职业生涯

### 早期国内职业
哈姆弗莱斯在大学期间就为学校的时事讽刺剧创作、演唱过歌曲以及表演过小品，离开大学后随即便加入了刚刚成立的墨爾本劇團（Melbourne Theatre Company，MTC）。也正是在这一时期，哈姆弗莱斯创造了他的代表作埃德娜·埃弗拉吉（Edna Everage）夫人（当时名为诺姆·埃弗拉吉），这一形象于1955年12月13日在墨尔本大学联合剧院（Union Theatre）的舞台上首次亮相。
哈姆弗莱斯在其1992年的自传《More Please》中回忆，他在和墨爾本劇團一起进行《第十二夜》的巡演时（当时他20岁）在所乘坐的大巴车后面创作了一个与埃德娜夫人类似的形象，之后他的导师彼得·奥肖内西又为其做了一些润色。除此之外，奥肖内西也为另一角色桑迪·斯通的发展提供过帮助。
1957年，哈姆弗莱斯搬到了悉尼，并加入了当地的菲臘街剧院。哈姆弗莱斯在该剧院演的第一部戏为时事讽刺剧《Two to One》，这部剧的主演是澳大利亚音乐明星麦克斯桑迪·奥尔达克（Max Oldaker），其他演员包括未来的《96号》演员 温蒂·布莱克洛克。虽然哈姆弗莱斯起初以为埃德娜夫人并不会大火，但他还是决定将这一角色搬到菲臘街剧院的舞台，最终获得了巨大的成功。
哈姆弗莱斯在菲臘街剧院的第二部时事讽刺剧为《Around the Loop》，这部戏同样有奥尔达克和布莱克洛克出演，除此之外还有喜剧演员戈登·蔡特。其后他再次将埃德娜夫人搬上舞台（当时表示是最后一次），并又一次获得了成功，在接下来的14个月中，他每周都能够带着这一角色进行8次演出。这段时期的哈姆弗莱斯住在新南威尔士州的邦代附近，他在一次散步时遇见了一位声音很高又很沙哑、说话非常有学究气的老人，受此启发，哈姆弗莱斯创造出了他的另一个经典角色桑迪·斯通。
1957年9月，哈姆弗莱斯在戏剧《等待戈多》中扮演了主角爱斯特拉冈，他的导师兼剧本导演奥肖内西扮演另一主人公弗拉季米尔。该剧为澳大利亚人首次制作萨缪尔·贝克特的戏剧。
1958年，哈姆弗莱斯和奥肖内西在墨尔本的新剧院（New Theatre）一同出演了《Rock'n'Reel Revue》，同时他还将埃德娜夫人和桑迪·斯通带到了墨尔本观众的面前。同年，哈姆弗莱斯推出了EP《Wild Life in Suburbia》，这张专辑的封套内容简介由哈姆弗莱斯的朋友、現代主義建筑师及作家罗宾·博伊德（Robin Boyd）撰写，是哈姆弗莱斯的第一件商业音乐作品。

### 伦敦时期及1960年代
1959年，哈姆弗莱斯搬到了伦敦，其后这里成了他整个1960年代的居住和工作地点。在伦敦，他结交了英国主流喜剧明星達德利·摩爾、彼得·库克、艾伦·贝内特、乔纳森·米勒、斯派克·米利根、威利·拉什顿以及同样来自澳大利亚的侨居喜剧演员约翰·布鲁塞尔和迪克·本特利等人。在此期间，哈姆弗莱斯加入了彼得·库克的“The Establishment”喜剧俱乐部表演，由当时的一流摄影师路易斯·莫利为他摄影，两人后来也成为了好友。
哈姆弗莱斯亦曾经为彼得·库克名下出版商的讽刺杂志《第三只眼》（Private Eye）投稿，其中最知名的作品为淫秽漫画《The Wonderful World of Barry McKenzie》，用以影射的是在国外的澳大利亚人最为恶劣的一面。该漫画集由哈姆弗莱斯负责创作，并由来自新西兰的尼古拉斯·加兰德（Nicholas Garland）负责作画。这部漫画后来被以书籍形式于1960年代末出版，不过其曾一度遭到澳大利亚当局以过于“下流”为由封禁。
哈姆弗莱斯还到过伦敦的西区剧院表演，作品包括舞台剧《雾都孤儿》、《Maggie May》等。此外，他还接到过出演《The Bedsitting Room》主角的邀请，当时该剧系刚刚在美人鱼剧院取得成功后转到西区剧院演出。1968年，哈姆弗莱斯再次与斯派克·米利根合作，在戏剧《金銀島》中扮演了約翰·西爾弗一角。哈姆弗莱斯后来表示，与米利根的合作是他职业生涯中最奇异和最兴奋的经历之一。
1961年，哈姆弗莱斯与妻子住在康瓦爾郡期间，因妻子失足摔下泽诺附近的一个山崖，他在试图拉住时也一并刷下，不过所幸被位于下方50 m（150 ft）的岩石突出部分接住，只造成了骨折。当时的直升机救助过程由獨立電視新聞的一名记者拍摄，这段视频后来在2006年由BBC首次放给哈姆弗莱斯观看。
哈姆弗莱斯在英国的第一次重大突破是他所扮演的《雾都孤儿》中的索爾伯利先生。除了扮演这一角色外，他还参与录制了演员专辑（通过迪卡唱片发布）中索爾伯利的角色歌曲《That's Your Funeral》。该剧在1963年转至百老匯劇院上映，哈姆弗莱斯仍继续扮演索爾伯利，不过由RCA唱片发布的新演员专辑没有收录《That's Your Funeral》，故这一次的演员专辑并不包含哈姆弗莱斯的声音。1967年，皮卡迪利劇院又翻拍了《雾都孤儿》，哈姆弗莱斯在剧中饰演費金，当时还年轻的演员菲爾·柯林斯在这部戏里饰演了角色“機靈鬼”。1997年，卡梅伦·麦金塔也在伦敦守护神剧院翻拍了一次《雾都孤儿》，哈姆弗莱斯再次饰演費金。
1967年，凭着跟彼得·库克和達德利·摩爾的好友关系，哈姆弗莱斯受邀出演了两人主演、斯坦利·多南导演的电影《迷魂阵》。次年，哈姆弗莱斯又和莎莉·麥克琳共同出演了电影《妾意郎情》。
哈姆弗莱斯参加过BBC电视台的《The Late Show》（1966年–1967年），不过他真正喜爱的还是时事讽刺类戏剧。他在BBC电视台出演的第一部此类戏剧为《A Nice Night's Entertainment》（1962年），该剧与另一部1965年的《Excuse I: Another Nice Night's Entertainment》均只在澳大利亚演出。1968年，哈姆弗莱斯在巡演《Just a Show》的过程中回到了澳大利亚，这部戏后来在1969年转到伦敦的时运剧院演出。虽然英国的影评界对这部戏评价两极，但其仍然非常受欢迎，BBC电视台还专门为哈姆弗莱斯推出了一部名为《The Barry Humphries Scandals》的节目。

### 1970年代
1970年，哈姆弗莱斯回到了澳大利亚，其后他在约翰·B·莫雷导演的《The Naked Bunyip》中首次将埃德娜夫人带到了电影当中。1971年至1972年间，哈姆弗莱斯与制片人菲利普·亚当斯及作家兼导演布鲁斯·贝尔斯福德一起推出了一部关于他所创作的卡通漫画人物巴里·麦肯锡（Barry McKenzie）的电影《巴里·麦肯锡历险记》，该片主要在英国和澳大利亚拍摄，演员阵容包括哈姆弗莱斯本人、巴里·克罗克、斯派克·米利根、彼得·库克、丹尼斯·普莱斯、迪克·本特利、威利·拉什顿、朱莉·科温顿、克莱夫·詹姆斯及广播员琼·贝克维尔等。虽然这部电影受到了几乎所有澳大利亚影评人的猛烈批评，但在观众之中却大受欢迎，成为了澳大利亚历史上第一部票房超过100万美元的故事电影，更为后来的《奇男子埃尔文》、《悬崖上的野餐》等当地影片的成功打下了基础。有说法认为，哈姆弗莱斯完全可以成为整个澳大利亚的翻拍电影巨星，仅仅让他出演本地电影属于大材小用。
1972年，哈姆弗莱斯与作曲人尼格尔·巴特利合作推出了一部关于郊区生活的诗集《First Day Covers》，其中诗歌由哈姆弗莱斯以埃德娜夫人的口吻读出，巴特利则为其提供配乐。

### 电影角色
从1960年代开始，哈姆弗莱斯出演了许多部电影，且大部分都是演配角，例如1967年的 《迷魂阵》、1974年的英国色情喜剧《Percy's Progress》、1974年布鲁斯·贝尔斯福德的《Barry McKenzie Holds His Own》和1975年大卫·贝克的《The Great Macarthy》等，其中在《Barry McKenzie Holds His Own》中，埃德娜夫人被时任澳洲总理高夫·惠特兰封为了女爵士。
哈姆弗莱斯的电影作品还有1975年的《Side by Side》和1977年的《通往智慧之路》。1978年，哈姆弗莱斯在羅伯特·斯特伍德出品的音乐电影《光芒万丈》中以配角形式扮演了一次埃德娜夫人。1981年，哈姆弗莱斯在《洛基恐怖秀》的续作《休克疗法》中扮演了一名假扮失明的电视节目主持人。
哈姆弗莱斯较为成功的电影角色为1985年《日内瓦的菲舍尔医生》中的理查德·迪恩（Richard Deane）。在此之后，哈姆弗莱斯又相继出演了《破胆三次3》（1987年）、《Selling Hitler》（1991年，扮演配角鲁珀特·默多克）、《不朽真情》（1994年，饰演克萊門斯·馮·梅特涅）、《贝弗利山的翼龙女》（1995年，分饰三角）、《男主角》（1996年）、辣妹合唱团（1997年）、《欢迎来到伍普》（1997年）、《尼古拉斯·尼克贝》（2002年，反串饰演納坦·朗角色的妻子）等。
哈姆弗莱斯还参演过多部喜剧电影，例如1982年的《The Secret Policeman's Other Ball》和1989年的《A Night of Comic Relief 2》等。1987年，哈姆弗莱斯与第三任妻子黛安娜·米尔斯特德共同创作了电影《Les Patterson Saves the World》的剧本（导演为喬治·T·米勒），不过该片成绩非常失败。
2003年，哈姆弗莱斯在皮克斯动画工作室的动画电影《海底总动员》中使用夸张化的澳大利亚男中音嗓音配音出演了鲨鱼布鲁斯一角。
2011年，哈姆弗莱斯前往新西兰出演了彼得·杰克逊根据J·R·R·托爾金同名小说改编的电影《霍比特人》，所扮演的角色为哥布林王。他在该片于威灵顿举行的发布会上表示自己为拍这部电影进行了一次小的整容，并表示他认为所谓“动作捕捉”就是“从医生那里取样本时所做的事情”}}。
2015年，哈姆弗莱斯在《Blinky Bill the Movie》中配音出演了Wombo the Wombat（毛鼻袋熊）一角。
2016年，哈姆弗莱斯在《荒唐阿姨》大电影中分饰两角，其一是一个名叫查理的角色，而另一个角色则是没有台词的埃德娜女爵士。

### 独角戏
哈姆弗莱斯颇为擅长以独角戏的形式演时事讽刺类戏剧，最常扮演莱斯·帕特森和桑迪·斯通，埃德娜夫人一角更持续了60余年，直到哈姆弗莱斯于2012年宣布不再进行现场表演。
哈姆弗莱斯的独角戏一般时长两个半小时，戏中会交替出现有讽刺性的独白和音乐，此外还会带有原创笑料、即兴台词以及观众互动环节。哈姆弗莱斯大部分都会一个人独自表演这类独角戏，偶尔会额外邀请一名伴舞或者配乐师。长期和哈姆弗莱斯同台的演员仅有来自英国的艾米莉·佩里一人，她饰演的角色为埃德娜夫人的伴娘玛奇·奥尔索普，该角色自始至终没有任何台词。
在伦敦时，哈姆弗莱斯主持过许多成功的节目，他后来亦有带着大部分这些节目前往世界各地巡演。不过在早期的时候，哈姆弗莱斯也遇到过很多困难，例如他的第一部独角戏《A Nice Night's Entertainment》（1962年）就曾受到尖锐批评，但在1969年，他在伦敦时运剧院演出的第二部独角戏《Just a Show》让他收获了大量名声，此后他在英国的事业开始步步上升。在1970年代初的作品（包括1971年的《A Load of Olde Stuffe》和1974年到1975年的《At Least You Can Say You've Seen It》）中，埃德娜夫人一角又经历了多次发展。
1976年，哈姆弗莱斯在阿波罗剧院演出的《Housewife, Superstar!》为他在英国的事业带来了重大突破。在这部戏相继于英国和澳大利亚都取得成功后，哈姆弗莱斯在1977年将其带到了纽约，但最终遭受了失败。对此，哈姆弗莱斯后来总结道：“《纽约时报》叫你停下时，你就要停下。”
1978年，哈姆弗莱斯推出了《Isn't It Pathetic at His Age》，这部戏的名字取自他的母亲在他小时候带他去剧院时，每当观看已经过时的从国外来澳大利亚巡演的老牌演员时经常作出的讽刺性评论（哈姆弗莱斯的许多作品都是采取这种命名方式）。
在此之后，哈姆弗莱斯又演出了以下独角戏：
- 《A Night with Dame Edna》（1979年）[49]，该片斩获了奥利弗最佳喜剧表演奖[50]
- 《An Evening's Intercourse with Dame Edna》（1982年）[51]
- 《Back with a Vengeance》（1987年–1989年），2005年–2007年）[49]
- 《Look at Me When I'm Talking to You》1996年）[52]
- 《Edna, The Spectacle》（1998年），于 乾草市場劇院表演，哈姆弗莱斯借此成为该剧院自1720年开放以来唯一一个满座的独角戏演员[53]
- 《Remember You're Out》，后于1999年巡演至澳大利亚[54]
- 《Dame Edna Live: The First Last Tour》，于2009年巡演至美国[55]

哈姆弗莱斯举办过多次巡演，到过的地方包括德国、斯堪迪纳维亚、荷兰、远东地区以及中东。2003年，哈姆弗莱斯带着他的《Getting Back to My Roots (and Other Suckers)》巡演到了澳大利亚。
哈姆弗莱斯的传记撰写人安妮·彭德（Anne Pender）认为，就哈姆弗莱斯在达达主义和荒诞主义方面带来的影响而言，他可以被认为是自查理·卓别林之后影响最为显著的喜剧演员。

### 电视角色
哈姆弗莱斯在澳大利亚、英国和美国等地出演过许多电视节目。他在英国推出过一档较为成功的双系列脱口秀《The Dame Edna Experience》，该节目于倫敦週末電視播放，邀请过的嘉宾包括麗莎·明內利、肖恩·康纳利、罗杰·摩尔、達斯蒂·斯普林菲爾德、查尔顿·赫斯顿、羅蘭·比歌、简·西摩等多位著名人物。
哈姆弗莱斯在伦敦推出的大热节目经常在全球各地重播，其中特别节目《A Night on Mount Edna》更于1991年为他赢得了一项蒙特勒金玫瑰奖（Golden Rose of Montreux）。1991年，哈姆弗莱斯为澳大利亚广播公司创作并主演了电视节目《The Life and Death of Sandy Stone》，1998年，他又为该公司的电视台主持了社会史节目《Barry Humphries' Flashbacks》。
除了以上节目以外，哈姆弗莱斯的其他电视节目还包括1992年的《Dame Edna's Neighbourhood Watch》、1996年的《Dame Edna's Work Experience》、1997年的《Dame Edna Kisses It Better》和1991年到1992年的《Dame Edna's Hollywood》，其中《Dame Edna's Hollywood》于美国拍摄，并通过全国广播公司和福克斯电视网播放，该节目也邀请了很多名人，包括畢·雷諾斯、雪兒、比特里斯·亚瑟、金·貝辛格、巴瑞·曼尼洛等。关于埃德娜夫人的最后一部特别节目为2003年的《Dame Edna Live at the Palace》。2005年年末，哈姆弗莱斯出演了《凯斯和吉姆》（Kath & Kim）的衍生电视电影《Da Kath & Kim Code》。
1977年，埃德娜夫人作为嘉宾角色登上了美国的喜剧小品和综艺节目《週六夜現場》。
2007年，哈姆弗莱斯重新回到英国的ITV电视网，开始主持喜剧访谈节目《The Dame Edna Treatment》，同样邀请了许多著名人物，包括提姆·艾倫、美莎·芭頓、雪歌妮·薇佛、黛比·哈利及雪莉·貝西等。
2008年3月，哈姆弗莱斯加入了BBC才艺表演节目《I'd Do Anything》的评委团，以选出演员来扮演《雾都孤儿》中的南希。
2013年5月，澳大利亚ABC电视网宣布哈姆弗莱斯将在电视电影《杰克·爱瑞什》中扮演一名高调法官，这一角色最终在2014年亮相。

### 美国事业

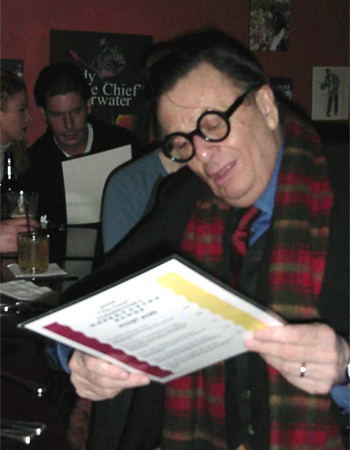
《Dame Edna: The Royal Tour》北美巡演期间的哈姆弗莱斯，2000年12月摄于加拿大多伦多

2000年，哈姆弗莱斯带着他的《Dame Edna: The Royal Tour》前往北美巡演，并分别在200年和2001年获得了专门为此次巡演设立的特别托尼奖现场戏剧活动奖（Special Tony Award for a Live Theatrical Event）以及两项全国百老汇剧院奖（最佳表演及最佳演员）。在接受媒体采访时，哈姆弗莱斯表示拿到托尼獎就像是同时获得一千个洛吉獎金奖。
埃德娜夫人在美国的成功为哈姆弗莱斯赢得了来自许多媒体的橄榄枝，例如热门电视剧《艾莉的異想世界》就给了他一个半常规角色。2003年，杂志《名利场》邀请埃德娜夫人开设了一个讽刺性意见专栏，不过这一专栏后来因宣称西班牙语无用而引发争议，最终停止更新。
2021年9月，哈姆弗莱斯被美国综艺艺术家工会（American Guild of Variety Artists）指定为荣誉副会长。

### 告别巡演

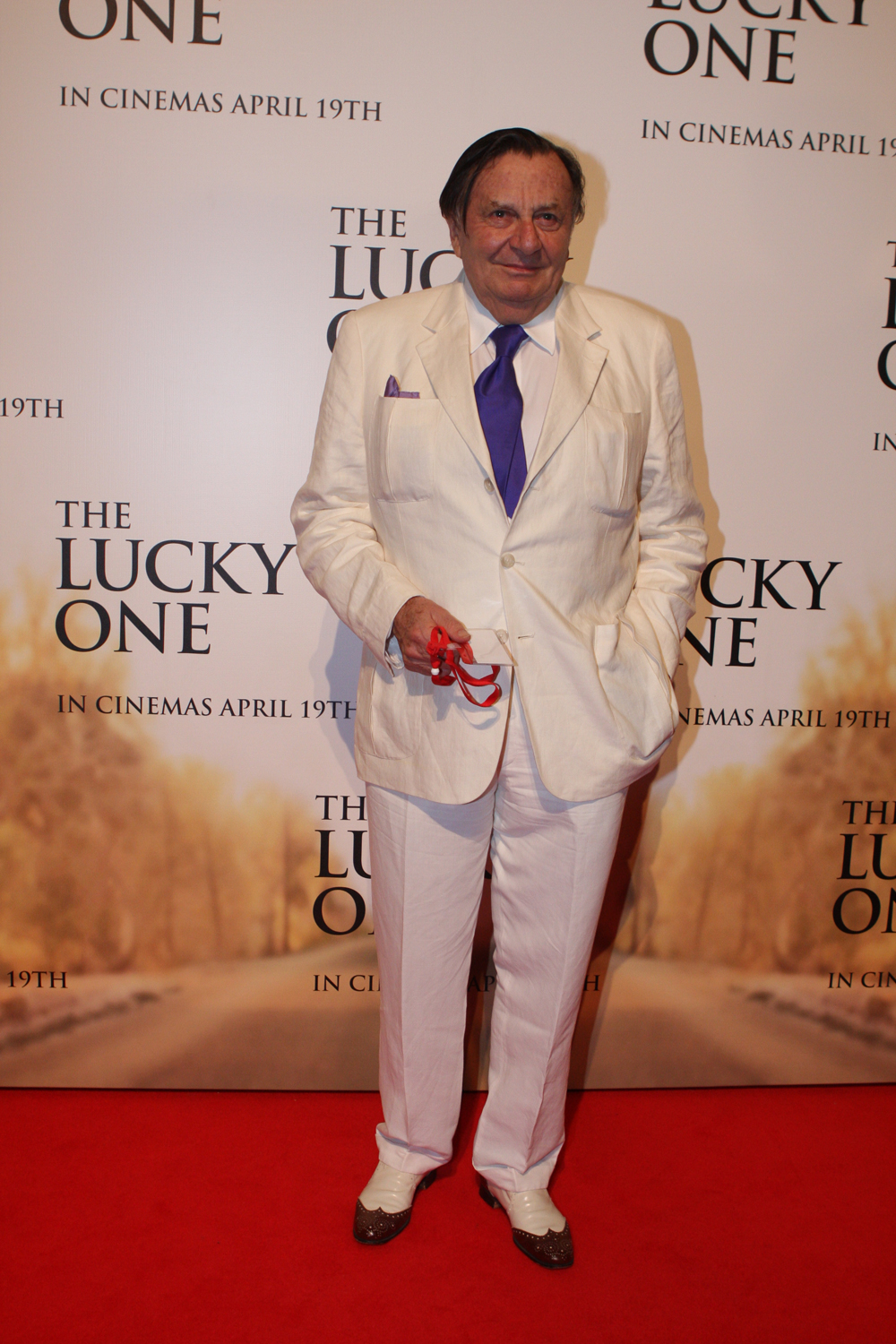
2012年的哈姆弗莱斯

2012年3月，哈姆弗莱斯宣布因为“感到有点老了”，计划退出娱乐圈。为了跟观众告别，哈姆弗莱斯安排了一场告别巡演，演出原计划于2012年7月22日从堪培拉开始，至2013年2月3日于珀斯结束，后来延长到了2013年2月10日。除了以前的埃德娜夫人、莱斯·帕特森爵士和桑迪·斯通等旧角色之外，这次巡演还推出了一名全新角色 –  – 莱斯·帕特森的兄弟、带有恋童癖的天主教牧师杰拉德·帕特森（Gerard Patterson）。
这次告别巡演好评如潮，喜剧演员丹·伊利克盛赞这场巡演是“过去五十年澳大利亚喜剧表演的基础”，评论人海伦·穆萨（Helen Musa）亦持有相似观点，并认为哈姆弗莱斯“苦心经营出的剧本” 使得他“一如既往的强有力、流行和壮丽”。艺术博客网站“Critter Away”的评论认为，哈姆弗莱斯创作的角色“依旧新颖”，是“令人捧腹的讽刺作品的良好范例”。

### 魏玛卡巴莱
哈姆弗莱斯主持过一档
魏玛卡巴萊歌曲节目，节目中由歌手梅麗莎·麥登·格雷（Melissa Madden Gray）负责演唱，2016年7月至8月间，伴奏由澳大利亚室内乐团（Australian Chamber Orchestra）提供，2018年7月起，伴奏改为由极光管弦乐团提供。

## 角色

### 埃德娜夫人

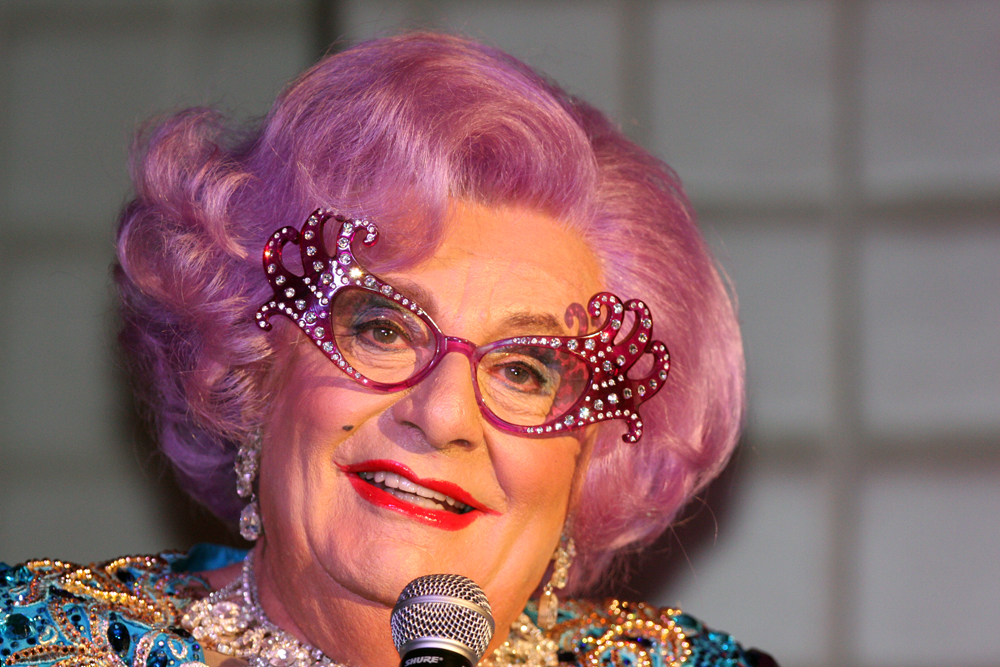
哈姆弗莱斯扮演埃德娜夫人，2012年

埃德娜夫人是哈姆弗莱斯最为著名的角色。这一角色的构思于1956年首次出现，起初讽刺的是加拿大的郊区生活，按照《悉尼先驱晨报》一名记者的说法，其后来变成了“对现代虚荣名人的完美影射”，这名记者认为埃德娜夫人“有着猖獗的自我意识和对观众的强烈厌恶，对应着那些假装喜欢观众的名人，实际上，这些名人正如埃德娜自己大胆地公开的那样，内心里讨厌观众们的廉价鞋和郊区价值观”。
埃德娜的代表性特征包括她总喜欢带着的剑兰花束和奢侈的衣柜。衣柜中的衣服大部分由澳大利亚设计师比尔·戈德温（Bill Goodwin）专门设计，上面一般都是一些媚俗图案，例如旗帜、澳洲本土动物、鲜花、悉尼歌剧院、拳击袋鼠等。这些古怪服装和埃德娜的许多人格特点都来源于演员、舞者斯蒂芬妮·戴思特。
另外，埃德娜从未出现的家人也是戏剧的核心部分，特别是她患有不明前列腺疾病的丈夫。她的女儿瓦尔麦（Valmai）、儿子肯尼（Kenny）以及她最好的朋友兼伴娘玛琪·奥尔索普也是剧本的重要部分。
埃德娜在电视节目上也较为成功。脱口秀的形式使得哈姆弗莱斯可以充分发挥自己即兴表演的能力，也让埃德娜的受众变得更加广泛。在当时其他演员都在追求更大的国际影响力的情况下，埃德娜曾直言过诸如妮可·基嫚等很多“小孩子们”的早期成功靠的都是她的指导。

### 莱斯·帕特森爵士
莱斯·帕特森爵士是一个极其酗酒的角色，平时衣冠不整、粗鲁无礼、好色、粗心大意。他一般与埃德娜夫人和桑迪·斯通交替出现于哈姆弗莱斯的节目中，且经常出现在埃德娜的节目的预先录制片段里。莱斯是一个和埃德娜截然相反的角色：埃德娜是墨尔本一名颇有抱负的新教徒，而莱斯则是悉尼的一名完全文化无涉的罗马天主教徒。1987年12月，哈姆弗莱斯在参加BBC四台的《今日节目》（Today）时同时表演了这两个角色。

### 桑迪·斯通
桑迪·斯通是一个老年角色，他有时以单身形象出现，有时则结过婚且有一个女儿，但女儿在很小的时候便已经夭折。哈姆弗莱斯曾在2016年表示，随着斯通身上的意涵日渐丰富，他也逐渐开始慢慢理解并欣赏这一角色，最终发现自己“在向他转变”。哈姆弗莱斯在年龄较大后，在表演这个角色时开始不再化妆，而是穿着自己平日里的衣服表演。

## 个人生活
哈姆弗莱斯有四次婚姻。他在21岁时娶了第一任妻子布伦达·赖特（Brenda Wright），但这段婚姻只维持了不到两年。第二任和第三任妻子分别是罗莎琳德·汤（Rosalind Tong）和黛安娜·米尔斯特德（Diane Millstead），两人一共为他生下了两个女儿和两个儿子，其中大儿子奥斯卡是艺术杂志《阿波罗》的一名编辑及《旁觀者》的特约编辑。
哈姆弗莱斯晚年转行做过艺术展览策划人。他的第四任妻子伊丽莎白·斯彭德是英国诗人斯蒂芬·斯彭德和音乐会钢琴师娜塔莎·斯彭德的女儿，两人在南漢普斯特德（South Hampstead）的一间联排别墅居住了四十余年，伊丽莎白于2023年去世。
1960年代，哈姆弗莱斯在旅居伦敦期间产生了酒精依賴，特别是在年代末，他的亲友甚至已经开始担心这一习惯会影响他的职业乃至身体健康。哈姆弗莱斯曾将当时的自己描述为一个“放荡、易产生负罪感、自哀的酗酒者”，并表示这些性格是他第一次婚姻失败的主要原因以及第二次婚姻破裂的其中一个因素。哈姆弗莱斯对酒精的迷恋程度在他于1970年代初回澳大利亚时进一步加深，以至于有一次喝得大醉之后被人打晕在了一个排水沟里，这件事使得他的父母最终将他送到了一家医院戒酒。此外他还曾因为喝醉后不遵守公共秩序被逮捕，但由于没有造成事故而未被定罪。哈姆弗莱斯后来成功将酒戒掉，甚至变得滴酒不沾，偶尔还会参加匿名戒酒會的活动。另外，他也是众多奉劝彼得·库克戒酒的朋友之一，不过库克并未听劝，最终还是因为酒精相关疾病去世。
哈姆弗莱斯在1960年结交了英国诗人约翰·贝杰曼，当时贝杰曼游历至澳大利亚，他在听过哈姆弗莱斯早期的录音节目后，于一家报纸上抒发了对这些录音的喜爱。两人有许多共同爱好，例如維多利亞式建築、喜爱康沃尔郡、英国的音樂表演廳文化等。
2013年，哈姆弗莱斯参加了一档名为《Chalky》的纪录片节目，该片主要讲述他多年的好友迈克尔·怀特（Michael White），后者是一名制片人，曾为哈姆弗莱斯制作过许多早期的埃德娜夫人节目。
除上述人物外，哈姆弗莱斯的其他朋友还包括画家亚瑟·博伊德、作家杰弗里·阿彻（哈姆弗莱斯曾在阿彻入狱期间探监）及喜剧演员斯派克·米利根。
哈姆弗莱斯一生中很多时间都沉浸于音乐、文学及艺术之中。他称自己为“藏书癖”，据称他位于伦敦南漢普斯特德的家中就藏有大概25,000本书，其中大部分都是19世纪末及20世纪初的头版书。他还拥有很多晦涩和罕见的藏品，包括奥斯卡·王尔德的电话簿、菲利普·奥康纳的《Memoirs of a Public Baby》、哈罗德·阿克通的自传《Humdrum》、威尔弗雷德·罗兰德·蔡尔德的全部作品以及几部赫伯特·里德在战前创作的超现实主义诗集等。2011年，哈姆弗莱斯被藏书家社团羅克斯堡俱樂部选为社员。
哈姆弗莱斯也收藏了许多画作，曾经一度是拥有最多查尔斯·科恩德作品的私人收藏家，此外他还非常崇拜弗拉芒象征主义画家扬·弗兰斯·德布弗。哈姆弗莱斯本人也是一个风景画家，他的家乡和国外的一些私人收藏家或公共展览馆都藏有他的画作。他亦是很多画家肖像画的主角，例如克利夫顿·皮尤（1958年，藏于國家肖像美術館）和约翰·布拉克（1969年，画作以埃德娜夫人的形象呈现，藏于新南威爾士美術館）。
哈姆弗莱斯爱好先锋音乐，是法国作曲家让-米歇尔·达马斯的供養人之一以及为澳大利亚年轻人在英国从事艺术表演提供支持的慈善组织“Tait Memorial Trust”的活跃支持者。
2018年，有社交媒体网友指责哈姆弗莱斯发表恐同言论。他在自己的账号上批评性别确认手术是“自残”，认为跨性别认同只不过是一种“时尚”，并揶揄地问道“又能有几种厕所给你呢”。因为此番言论，先前以他名字命名的巴瑞奖在第二年被改称为“墨尔本国际喜剧节奖”。对此，哈姆弗莱斯回应称这些批评属于政治正确，表示会捍卫自己表达的权利。
哈姆弗莱斯认为所谓媒体采访的目的是“给有一点点光的地方蒙上阴影”以及“混淆本来已经很清楚的事情”，采访他的记者通常认为他难以捉摸和变化不定。当面对媒体时，哈姆弗莱斯时而很配合，时而非常直率，而有时则会非常给出非常蒙昧的回答。根据哈姆弗莱斯自己的说法，他发展了一套专门用于应对记者的“哈姆弗莱斯采访学说”。
哈姆弗莱斯有两个兄弟和一个妹妹，均居住于墨尔本，其中弟弟克里斯托弗是一名建筑师，另一个弟弟迈克尔是一名教师和历史学者，妹妹芭芭拉也曾当过教师。

### 逝世
2023年4月22日，哈姆弗莱斯在悉尼達令赫斯特的圣文森特医院接受手术后因术后并发症去世，此前他还曾在2月摔倒。葬礼结束后，哈姆弗莱斯的遗体被送往火化，骨灰被分开埋葬，具体地点则没有公开
。
哈姆弗莱斯去世后，查爾斯三世和約克公爵夫人莎拉等英国皇室成员、英国前首相鲍里斯·约翰逊、澳大利亚总理安東尼·阿爾巴尼斯、西澳大利亚州州长马克·麦高文以及演艺界人士迈克尔·帕金森、埃里克·艾德尔、瑞吉·葛文等都向他表达了敬意。

## 其他
哈姆弗莱斯著有多部书籍，其中包括两部自传、两部小说以及一篇关于中国戏剧的论文，此外还写了很多剧本和录制了众多音乐。他的首部自传《More Please》赢得了1993年的阿克利奖。但哈姆弗莱斯对自己的大部分书籍都持负面态度，曾表示那些书都是一些“琐事”和“宣传”。

## 奖项与荣誉

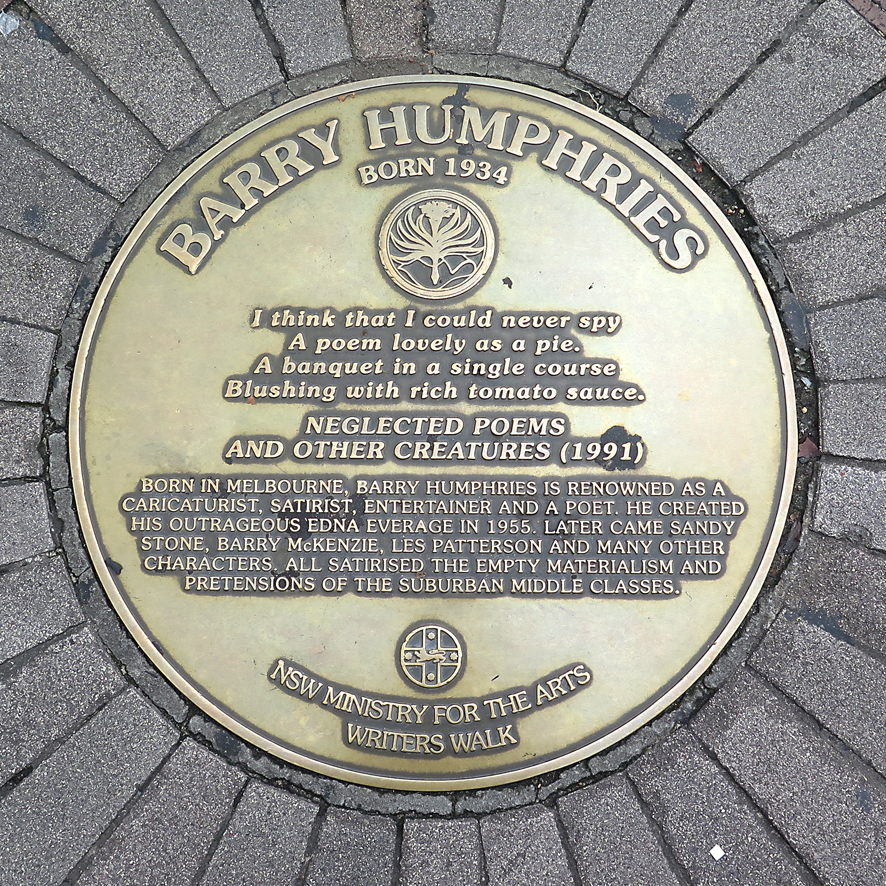
悉尼作家之路颁给哈姆弗莱斯的奖牌

- 1979年奥利弗年度喜剧表演奖，获奖作品为《A Night with Dame Edna》[50]
- 1990年年度电视人物（TV Personality of the Year）[50]
- 1993年阿克利自传奖，获奖作品为《More, Please》[113]
- 1993年莫奖（英语：Mo Awards）澳大利亚节目行业大使[114]
- 1994年格里菲斯大学荣誉博士学位[50]
- 1997年于班夫世界媒體節上获颁皮特·乌斯蒂诺夫奖[115]
- 1997年墨尔本市议会荣誉艺术家奖[50]
- 1999年英国喜剧奖终身成就奖[115]
- 2000年特别托尼獎，获奖作品为《Dame Edna: The Royal Tour》[115]
- 2000年外圍劇評人獎特别成就奖项，获奖作品为《The Royal Tour》[116]
- 2003年墨尔本大学荣誉法学博士学位[50]
- 2007年JC·威廉姆森奖[117]
- 2011年年度老戏骨（Oldie of the Year）[118]
- 2013年英国-澳大利亚协会（Britain–Australia Society）奖，表彰其对英国和澳大利亚关系的贡献[119]
- 2014: 阿德曼动画滑稽喜剧传奇奖终身成就奖[120]
- 2016年南澳大学荣誉博士学位[116]
- 2017年伦敦国王学院荣誉院士[121]

哈姆弗莱斯曾四度获得英國電視學院獎提名，且均属于最佳轻型娱乐表演奖分类：
- 1981年：《An Audience with Dame Edna Everage》[122]
- 1987：《The Dame Edna Experience》[122]
- 1988年：《One More Audience with Dame Edna》[122]
- 1990年：《The Dame Edna Experience》[122]

哈姆弗莱斯在澳大利亚和英国获得的国家级荣誉包括：
- 1982年澳大利亚官佐勋章[123]
- 1982年获纹章院授予一个紋章，其上印有一个十字剑兰和悉尼歌剧院图样，并衬以一条鲨鱼和一只负鼠，两者各自戴着一双蝴蝶眼镜，除此之外还有漏斗网蜘蛛和麗蠅等其他图案[124][125]
- 2001年澳洲建國百年紀念獎章[126]
- 2007年大英帝國司令勳章[116]
- 2023年被指定为澳大利亞勳章伙伴，属身后荣誉[127]